# Estació Merode
L'estació de Merode és una estació de ferrocarril i del sistema del metro de Brussel·les localitzada en la municipalitat de Etterbeek (prop de la frontera entre Etterbeek, la pròpia Brussel·les i Schaerbeek), sota la "Port de Tervueren/Tervuursepoort," que representa el començament de la Avenue de Tervueren, una de les principals artèries de la ciutat. L'estació de ferrocarril subterrània es localitza sota la "Place Prince Jean de Mérode/Prins Jean de Merodeplein," per la qual és nomenada. Les dues estacions es troben connectades per un passadís per als vianants baix terra.
L'estació de metro va ser inaugurada en 1976 i donava servei al primer servei de metro pesat de Brussel·les, doncs els serveis subterranis anteriors eren proveïts per tramvies. L'estació es localitza en l'extrem oriental del branc comú de les línies 1 i 5, anteriorment conegudes com a 1A i 1B. Un comboi de cada dos procedent de Schuman contínua cap al sud-est de la ciutat a través de Thieffry cap a l'Estació Herrmann-Debroux, en la municipalitat de Auderghem; aquest branc avui es denomina línia 1. La línia 5 contínua cap a l'est a través de Montgomery cap a Stokkel/Stockel, en la municipalitat de Woluwe-Saint-Pierre. L'estació principal, de ferrocarril, adjacent a la de metro, acull a dues andanes sota el sòl i rep els serveis suburbans de la NMBS/SNCB i les seves línies 26, que connecta Vilvoorde amb Trobi a través de l'Estació de Etterbeek. És una de les estacions més profundes de la ciutat.
Al seu al voltant hi ha diversos llocs d'interès, entre els quals es troben la famosa casa Cauchie (llar de l'arquitecte Paul Cauchie), el Parc del Cincuentenari, l'Avinguda de Tervueren (una de les més antigues avingudes de Brussel·les) i l'Escola Real Militar. L'estació ofereix una connexió amb la ruta de tramvia 81, igual que amb les línies d'autobús 22, 27 i 80. L'estació Merode és una miqueta estranya, ja que les seves andanes estan situades a diferents nivells, amb la intenció d'evitar moviments conflictius en un mateix nivell. Com a resultat, cada andana té de fons una paret neta, que ha estat alicatada per millorar l'atmosfera de l'estació.